# Gers
Gers ( fransk udtale ?) er et fransk departement i regionen Occitanie. Hovedbyen er Auch, og departementet har 172.335 indbyggere (1999).
Der er 3 arrondissementer, 17 kantoner og 462 kommuner i Gers.